# Municipio de North Benton (condado de Polk)
El municipio de North Benton (en inglés: North Benton Township) es un municipio ubicado en el condado de Polk en el estado estadounidense de Misuri. En el año 2010 tenía una población de 587 habitantes y una densidad poblacional de 7,22 personas por km².

## Geografía
El municipio de North Benton se encuentra ubicado en las coordenadas 37°38′59″N 93°15′22″O / 37.64972, -93.25611. Según la Oficina del Censo de los Estados Unidos, el municipio tiene una superficie total de 81.32 km², de la cual 81,22 km² corresponden a tierra firme y (0,12 %) 0,1 km² es agua.

## Demografía
Según el censo de 2010, había 587 personas residiendo en el municipio de North Benton. La densidad de población era de 7,22 hab./km². De los 587 habitantes, el municipio de North Benton estaba compuesto por el 96,76 % blancos, el 0,17 % eran afroamericanos, el 0,34 % eran amerindios, el 0,34 % eran asiáticos y el 2,39 % eran de una mezcla de razas. Del total de la población el 1,02 % eran hispanos o latinos de cualquier raza.